# Ruta Provincial 102 (La Pampa)
La Ruta Provincial 102 es una carretera de Argentina en la provincia de La Pampa. Su recorrido total es de 164 km, uniendo las ciudades de General Pico y Victorica.

## Recorrido
La ruta corre de noreste a sudoeste paralelamente al ramal General Pico - Telén del Ferrocarril Sarmiento.

### General Pico - Eduardo Castex
Este sector es totalmente de asfalto. Su tránsito vehicular es importante por ser muy utilizada por automóviles particulares, por vehículos de transporte de carga, de pasajeros y utilitarios.
La ruta nace en el acceso sudoeste de la ciudad de General Pico en la intersección con la Ruta Provincial 101 y la Ruta Provincial 1.
Corre enteramente paralela a las vías, pasando por las localidades de Metileo y Monte Nievas.
Empalma con la Ruta Nacional 35 en el acceso a la ciudad de Eduardo Castex.

### Eduardo Castex - Luan Toro
Desde la Ruta Nacional 35, la ruta de asfalto es el eje principal para las localidades de Conhelo, Rucanelo y Luan Toro.

### Luan Toro - Victorica
El camino entre estas localidades de tierra en estado regular a malo. Corre paralelamente a las vías del tren. Su uso es casi nulo, al ser la Ruta Provincial 10 la más transitada, por ser de asfalto y a pocos km de esta.